# 瑠璃光寺 (徳島県東みよし町)
瑠璃光寺（るりこうじ）は、徳島県東みよし町にある真言宗御室派の寺院。山号は集水山。本尊は薬師如来。阿波西国三十三観音霊場25番札所。四国阿波八供養菩薩霊場「金剛塗菩薩」。

## 歴史
寺伝によると、明暦年間（1655年-1657年）に現在地に堂宇を移転し、元の「岡坊」を瑠璃光寺と改めたとされる。その際の住僧であった宥遍を中興の初代としている。
1990年（平成2年）5月8日には「弘法大師座像」が旧三好町の有形文化財に指定された。

## 境内

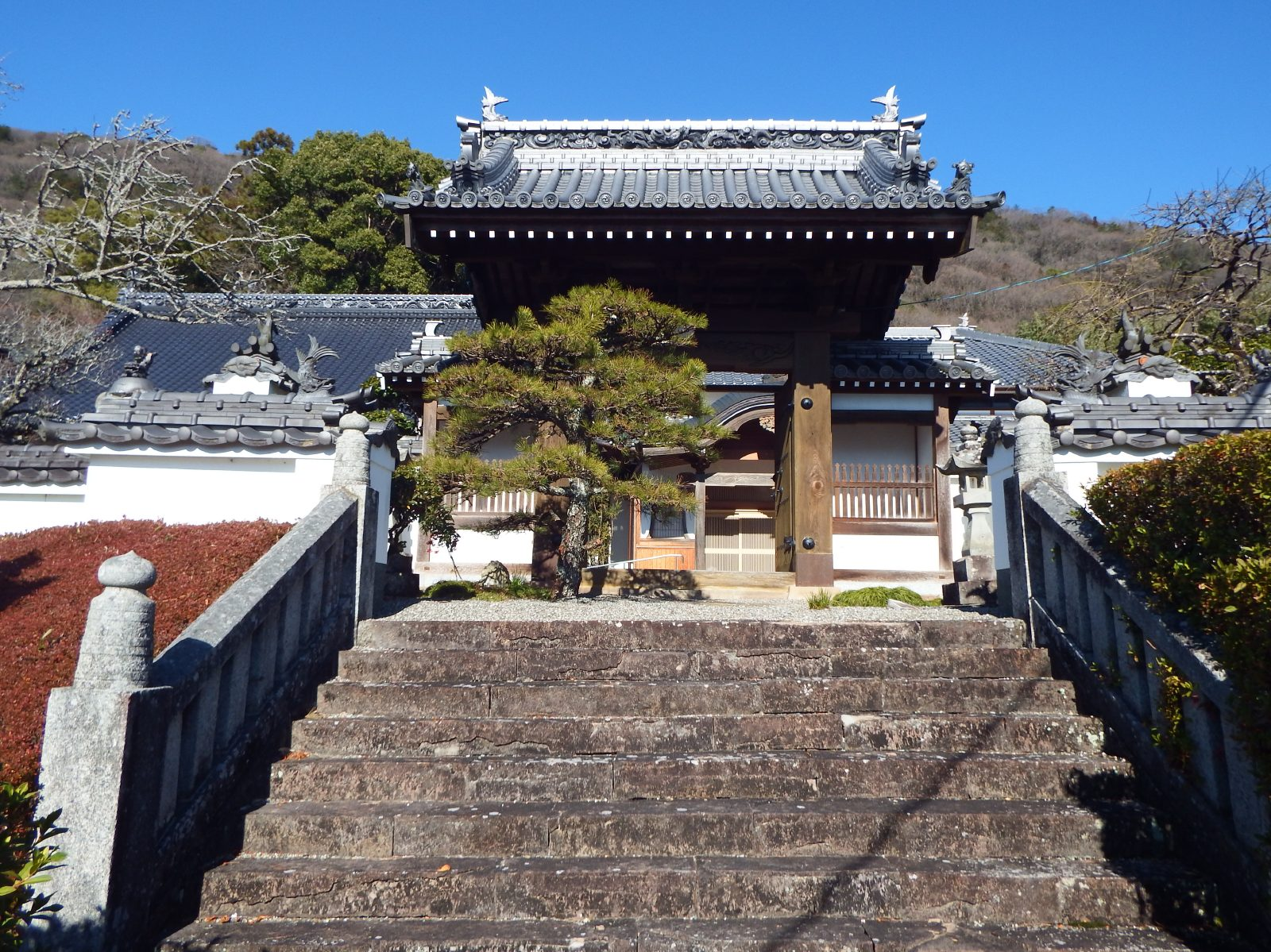
山門
- 本堂
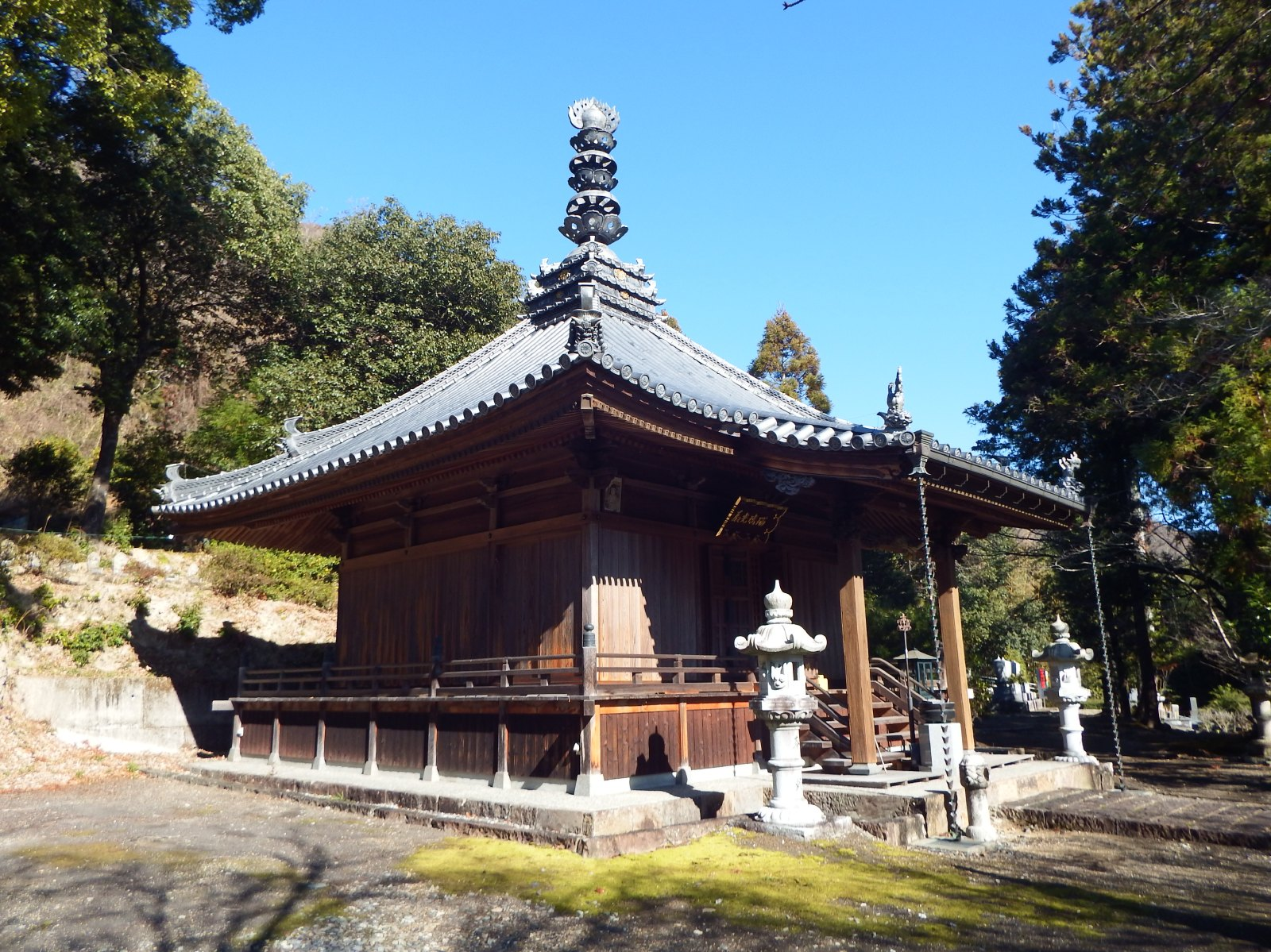
薬師堂
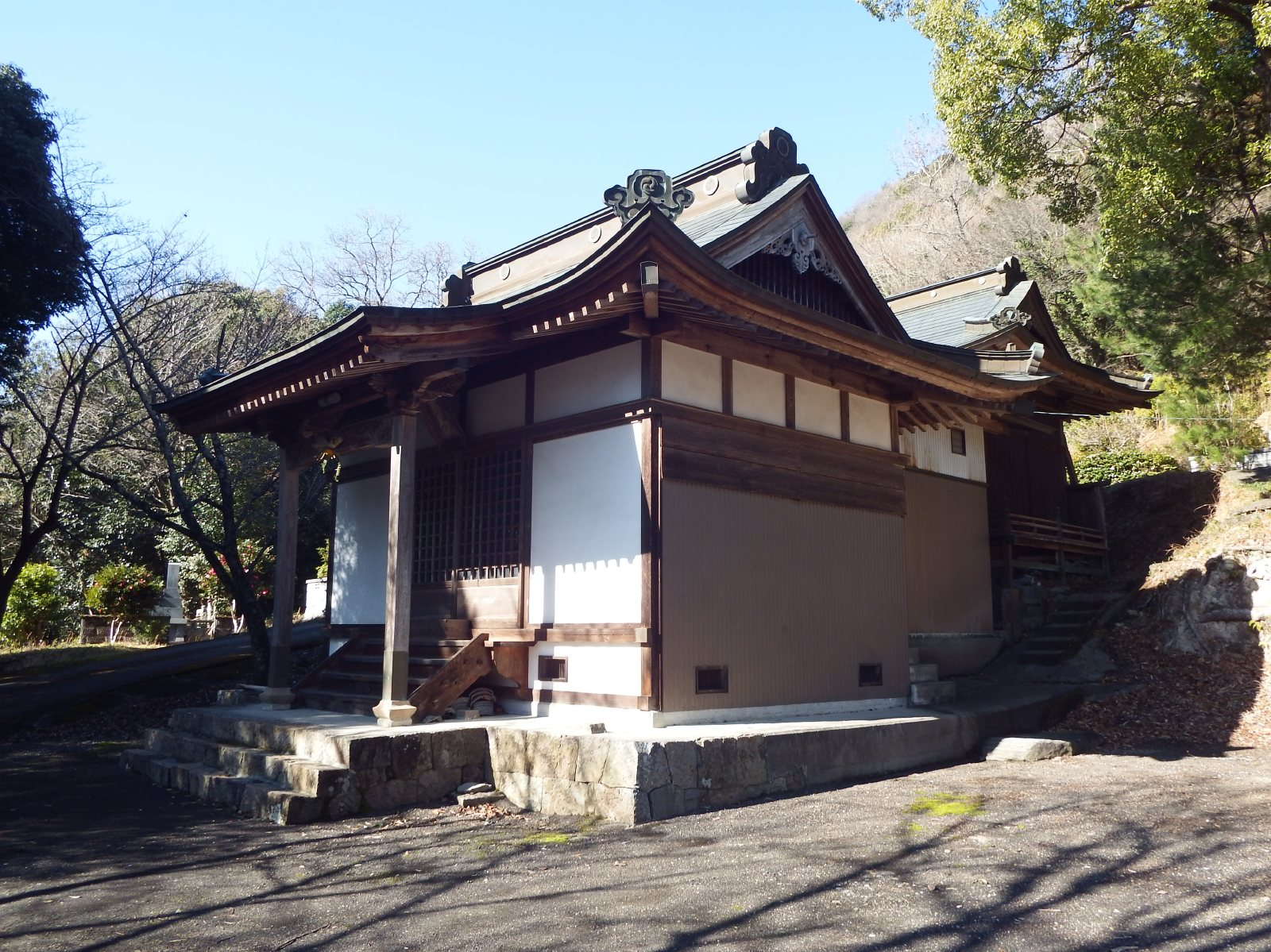
鎮守殿：秋葉大権現堂
- 鐘楼

- 山門
- 薬師堂
- 鎮守秋葉大権現

## 交通
- JR徳島線「阿波加茂駅」より徒歩で約30分。